# C'est idiot de mourir
C'est idiot de mourir (titre original : Fools Die) est un roman de l'auteur italo-américain Mario Puzo, l'auteur du Parrain. Il est publié en langue originale en 1978 chez l'éditeur G. P. Putnam's Sons puis en français chez  Robert Laffont en 1979.
Les droits en format poche du roman ont été vendus en 1978 par l'éditeur G. P. Putnam's Sons, à la New American Library pour un montant record, à l'époque, de 2,55 millions de dollars.

## Synopsis
Dans les années 50, Merlyn, un écrivain  new yorkais en galère, passe une soirée dans un casino de Las Vegas et y croise Cully, un joueur professionnel qui devient son ami et Jordan, un homme en fuite qui va gagner un demi-million ce soir-là aux tables avant de se tirer ensuite une balle dans la tête. 
Merlyn va publier alors un roman dont le succès phénoménal va transformer sa vie, lui faire connaitre la célébrité et lui ouvrir les portes d'Hollywood... Cully, de son côté, va devenir un des rois de Las Vegas...

## Publication en France
Le roman est publié en France en 1979 avec une traduction de Jean Rosenthal, dans un premier temps chez Robert Laffont (Collection Best-sellers) puis au Club français du livre et au  Livre de Paris. En 1980, il est réédité en  édition de poche chez Le Livre de poche.